# Дан Вільйон (заповідник)
Дан Вільйон (заповідник) (англ. Daan Viljoen Game Reserve) — заповідник поблизу Віндхука, Намібія. Розташований в районі нагір'я Кхомас.
У парку існує багато доріг, що дозволяє туристам подорожувати самостійно. Парк — хороший приклад живої природи Намібії.
Заснований в 1962 році, заповідник Дан Вільйон є найменшим в Намібії. Його особливістю є унікальне поєднання багатої біологічної різноманітності і розвиненої туристичної інфраструктури.
Територія заповідника є горбистою місцевістю, яка є житлом для безлічі видів птахів і звірів. Наприклад, прогулюючись парком туристи можуть зустріти газель,  жирафів, антилоп,  зебр, бабуїнів і багато інших тварин, а також велику кількість птахів. Незважаючи на близькість до природи, в заповіднику розташований готель, в якому відвідувачам доступні сучасні номери з усіма зручностями, ресторани, кафе, а також можливість зайнятися активними видами спорту.

## Ресурси Інтернету
- Namibian.org Daan Viljoen Game Reserve [Архівовано 21 жовтня 2015 у Wayback Machine.]